# Norrsjögyl
Norrsjögyl är en sjö i Ronneby kommun i Blekinge och ingår i Bräkneåns huvudavrinningsområde. Sjön är 10,6 meter djup, har en yta på 0,029 kvadratkilometer och befinner sig 48 meter över havet.